# محاصره کاتسورائو
محاصره کاتسورائو (انگلیسی: Siege of Katsurao)، یکی از سلسله نبردهایی بود که توسط تاکدا شینگن در لشکرکشی طولانی او برای فتح ولایت شینانو، که توسط تعدادی دایمیو کوچک، به ویژه خاندان سووا، خاندان اوگاساوارا، خاندان موراکامی و خاندان تاکاتوئو اداره می‌شد، به راه انداخت.